# Лесозавод 25
ЗАО «Лесозавод 25» — непубличное акционерное общество в Архангельске, крупнейший лесопильный комплекс на Северо-Западе России. Предприятие входит в группу компаний «Титан», объединяющую ряд предприятий лесной промышленности Архангельской области.

## Описание
Общая площадь территории составляет 139 га. Комплекс в Архангельске состоит из трёх производственных участков, два из которых находятся в Маймаксанском округе на правом берегу северодвинской протоки Маймакса, один — в Цигломенском округе.
Общая мощность трёх участков позволяет перерабатывать около  2 млн м³. пиловочного сырья в год, а также 200 тыс. тонн пеллет.
Большая часть выпускаемых пиломатериалов реализуется за рубеж, на рынки Западной Европы, Ближнего Востока и Северной Африки.
Продукция, идущая на экспорт, отгружается с собственных причалов предприятия и доставляется покупателям на морских судах.

## Собственники и руководство
100 % ЗАО «Лесозавод 25» принадлежит компании АО «Архбум» (дочернему предприятию Архангельского целлюлозно-бумажного комбината).

## Деятельность
Предприятие специализируется на распиловке еловых и сосновых пород, производстве пеллет.
С 2008 года производит топливные гранулы (мощность — 60 тыс. тонн древесных гранул в год). В 2009 году на долю завода пришлось 15 % российского рынка гранул на сумму 15,7 млн долларов США.
В 2015 году завод вышел на показатель распила 1136 тыс. куб. м. Годовой объем выпуска пиломатериалов завода превышает 498 тыс. м³, из них 99 % отправляется на экспорт. Годовой оборот предприятия составляет около 70 млн.евро.
В 2016 году объем распиловки пиловочного сырья составил 1,158 млн куб. м., годовой оборот превысил 100 млн евро. Лесозавод 25 инвестирует в ОАО «ЛДК-3» около пяти миллиардов рублей и создать на предприятии 500 высокопроизводительных рабочих мест.
В 2017 году на ОАО «ЛДК-3» начались пусконаладочные испытания лесопильной линии.
| Показатель                                 | 2014 год  | 2015 год  | 2016 год  | план 2017 год |
| ------------------------------------------ | --------- | --------- | --------- | ------------- |
| Объем распиловки пиловочного сырья, м3     | 1 087 708 | 1 136 077 | 1 157 645 | 1 291 695     |
| Производство экспортных пиломатериалов, м3 | 473 901   | 498 240   | 499 931   | 558 261       |
| Производство древесных гранул, т           | 62 836    | 93 553    | 114 724   | 115 000       |

## История

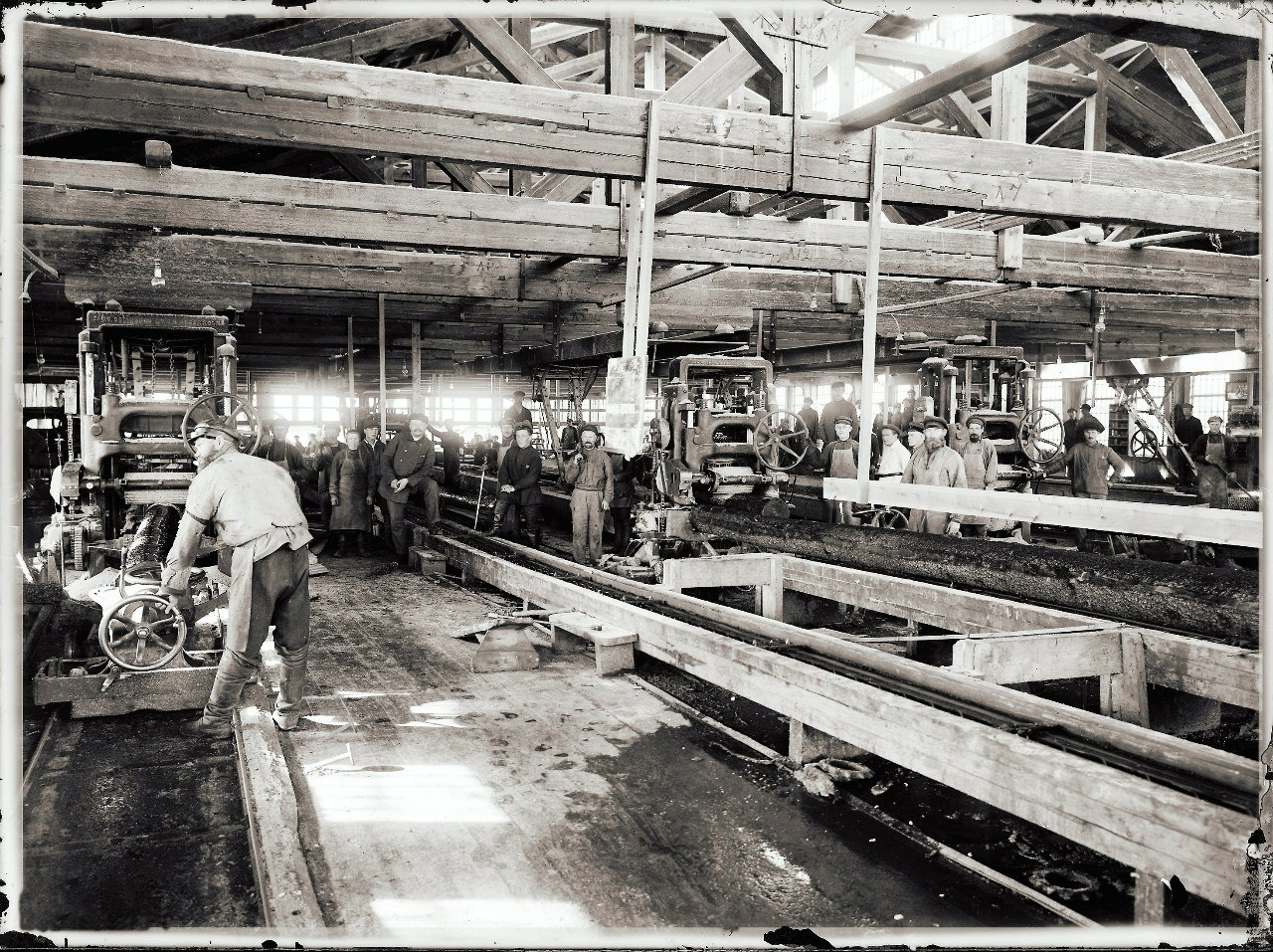
Лесопильный цех лесозавода братьев Вальневых

Лесозавод был основан в январе 1898 года, когда «Товарищество братьев Вальневых» построило лесопильный завод на берегу реки Маймакса. Производство состояло из трёх лесопильных рам, но уже к 1903 году к ним добавилась четвертая. Также завод владел 6 пароходами. Все пиломатериалы, вырабатываемые заводом, отправлялись на внешний рынок. Продажу пиломатериалов осуществлял один из братьев — Ф. Вальнев, который постоянно проживал в Англии. Второй из основателей завода Д. Вальнев, живший постоянно в Архангельске, руководил заготовкой и сплавом леса, распиловкой и отгрузкой готовой продукции. Управляющим заводом с момента запуска и до 1917 года был И. Маслов.
В 1920 году завод был национализирован и передан Архгублеспрому под номером 25, одновременно был принят и завод общества «Норд» под номером 22. Позже предприятие вошло в состав треста «Северолес».
В 1922 году лесозаводу было присвоено имя передового рабочего Маймаксанских заводов Н. Левачева, одного из организаторов профсоюза рабочих лесопильных заводов, расстрелянного в период интервенции в 1919 году.
В 1928 году Лесозавод № 25 стал победителем конкурса на лучшее предприятие, объявленного Высшим советом народного хозяйства СССР. Заводу была присуждена первая, так называемая, «полная» премия.

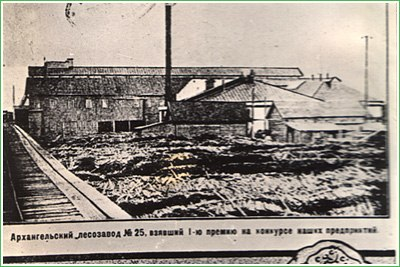
Архангельский лесозавод № 25, взявший 1-ю премию на конкурсе предприятий

1 октября 1955 г. на основании приказа Министерства лесной и деревообрабатывающей промышленности был образован Архангельский лесопильно-деревообрабатывающий комбинат № 1 (ЛДК-1) на базе объединения лесопильных заводов № 22 и № 25.
В 1998 году на производственной площадке Архангельского ЛДК-1 было образовано ЗАО «Лесозавод 25», вскоре вошедшее в ГК «Титан».
На Маймаксанском участке в июне 2004 года введена в эксплуатацию новая лесопильная линия. В январе 2008 года были запущены котельные установки ТЭЦ. В апреле 2009 году сдан в эксплуатацию цех по производству древесных гранул.
В рамках проекта по модернизации лесопильного производства на Цигломенском участке в августе 2013 года был введен в эксплуатацию новый лесопильный цех, что увеличило мощность переработки до миллиона кубометров древесины в год (до этого производственная мощность оценивалась в 840 кубометров в год).

В 2014 году запущена ТЭЦ и завершено строительство цеха древесных гранул на Цигломенском участке.

## Экологическая политика
Кородревесные отходы, образующиеся в процессе производства, главным образом используются в ТЭЦ для выработки электро- и теплоэнергии на собственные нужды предприятия.
ЗАО «Лесозавод 25» в рамках договора с АНО «Центр экологических инвестиций» разработало регламент по ведению реестра выбросов парниковых газов , климатическую стратегию на период до 2020 года и на перспективу до 2030 года.
За последние 10 лет ЗАО «Лесозавод 25» реализовало 4 углеродных проекта. Из них два проекта были квалифицированы как проекты по сокращению выбросов парниковых газов для целей статьи 6 Киотского Протокола.

## Галерея

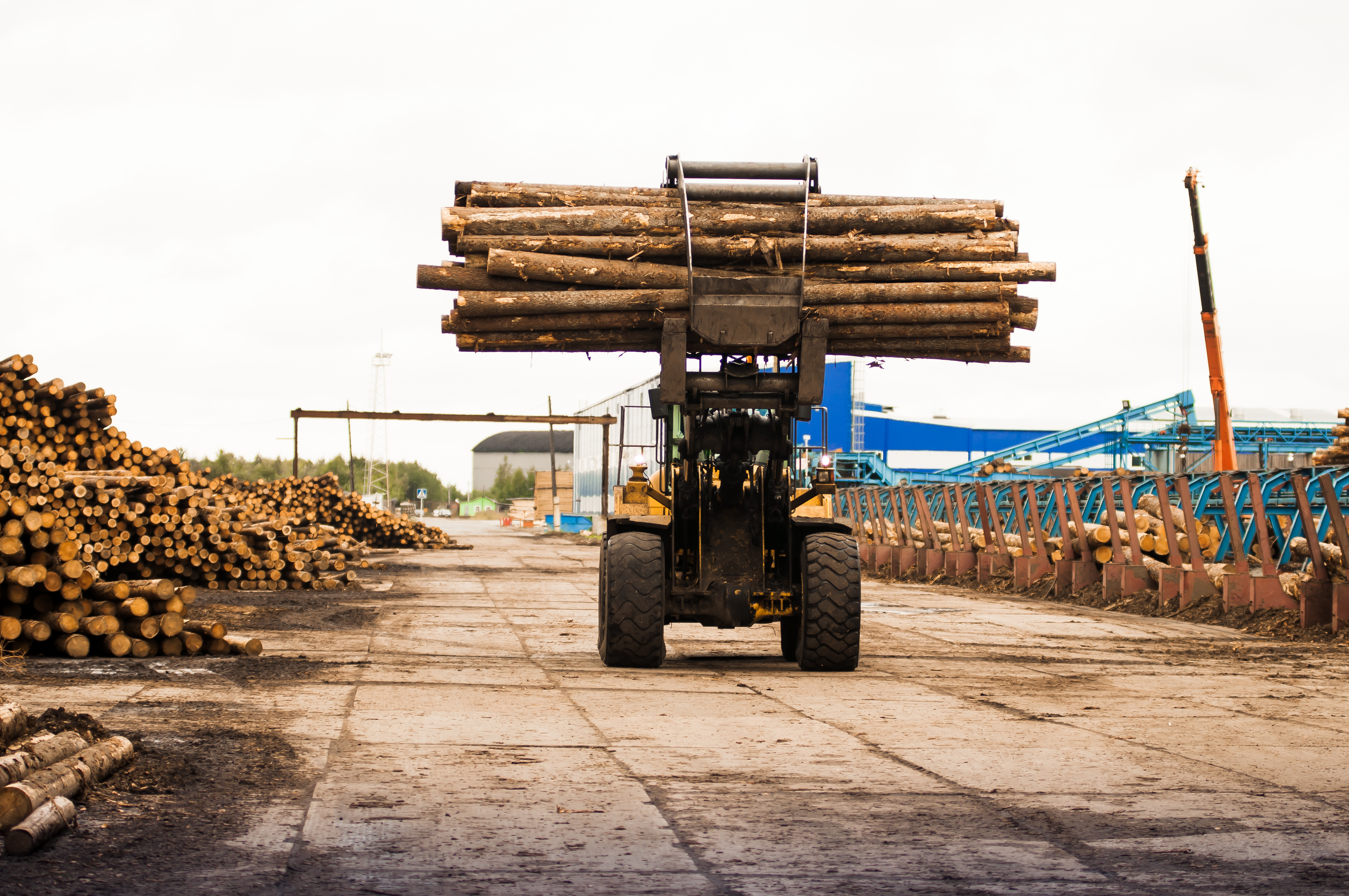
Приемка сырья
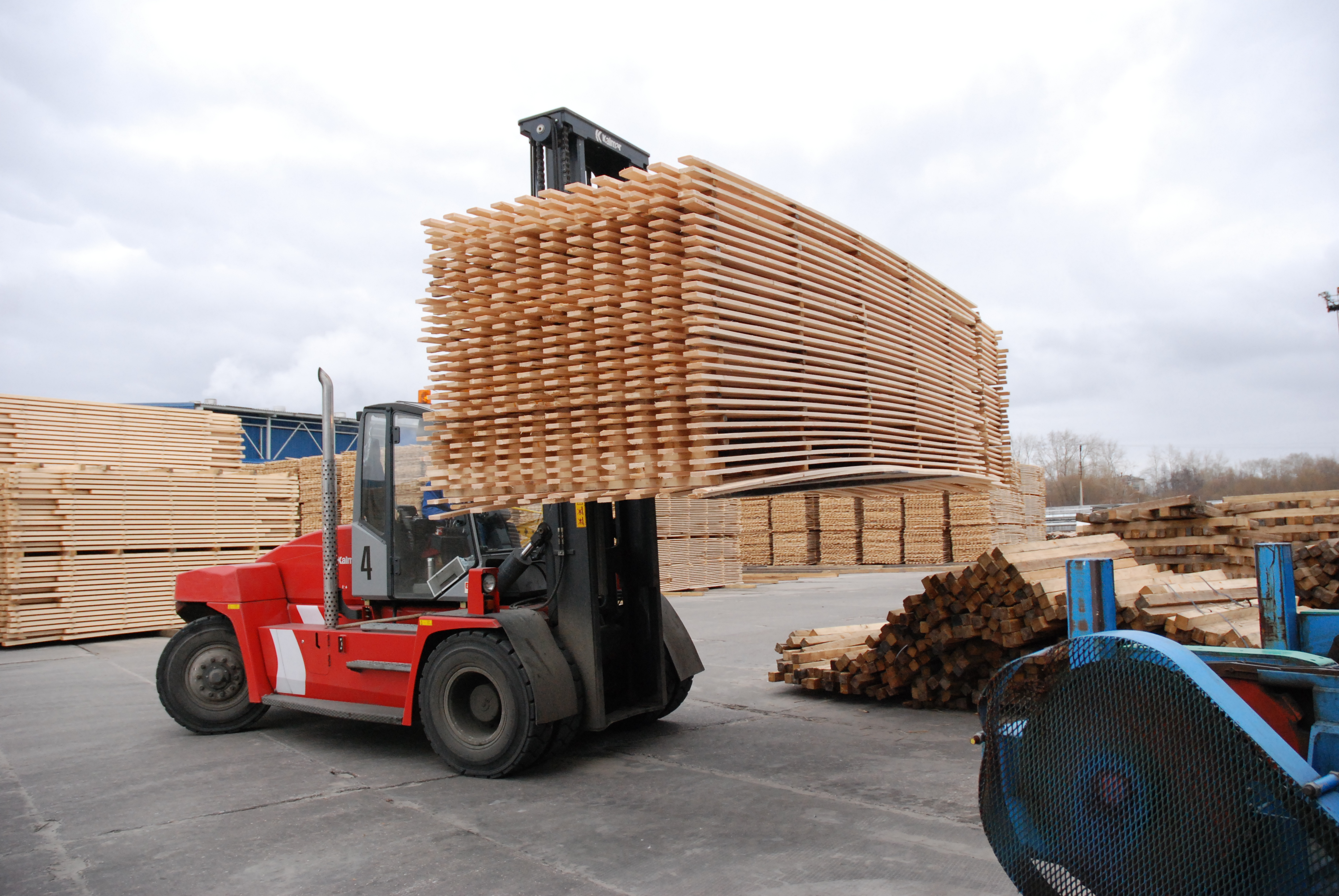
Погрузчик Kalmar
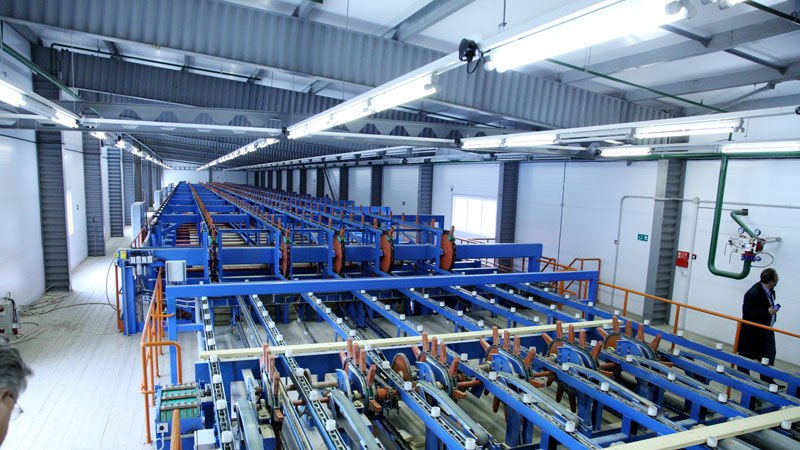
Цех сортировка сухих пиломатериалов
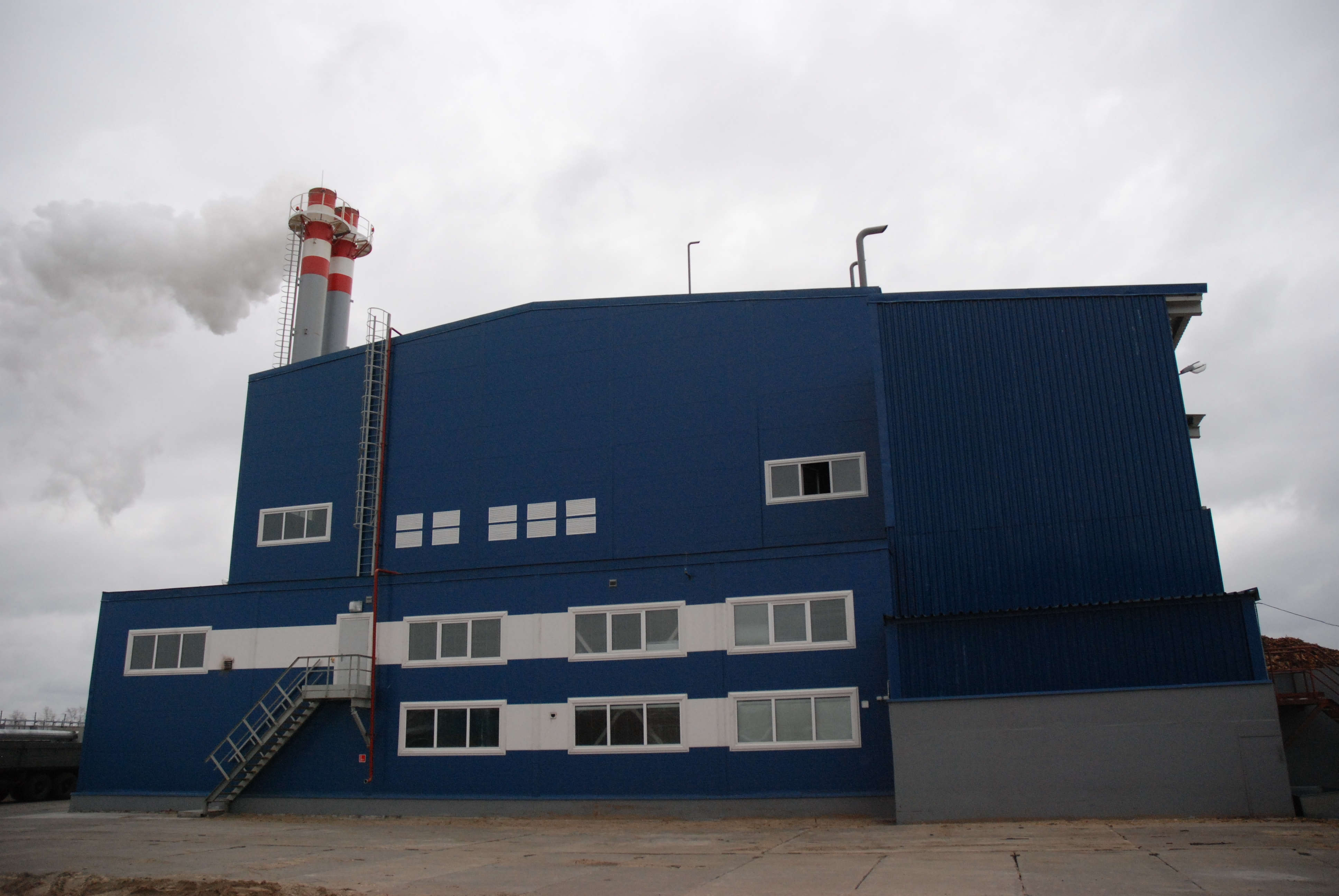
ТЭЦ Маймаксанский участок
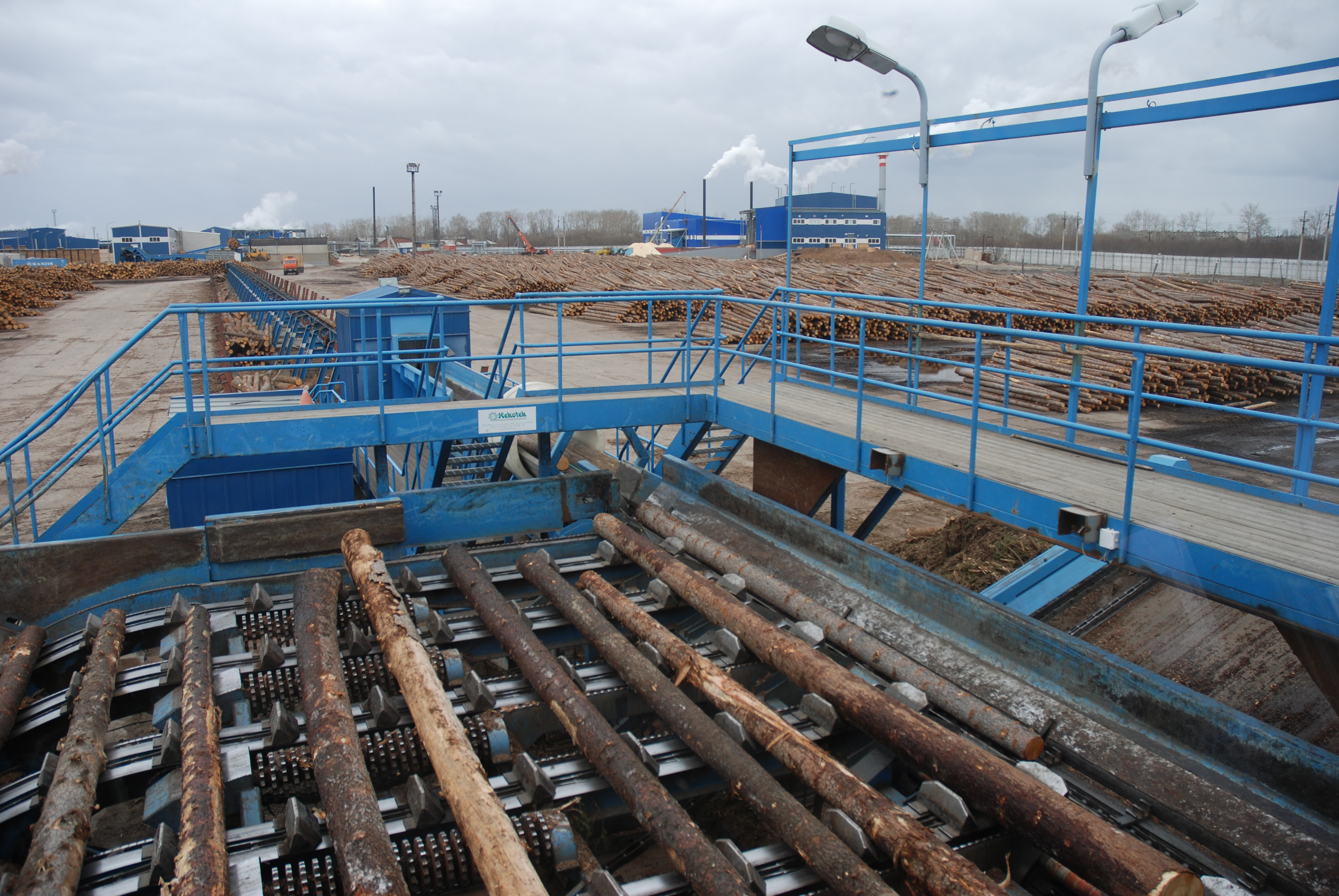
Сортировка бревен
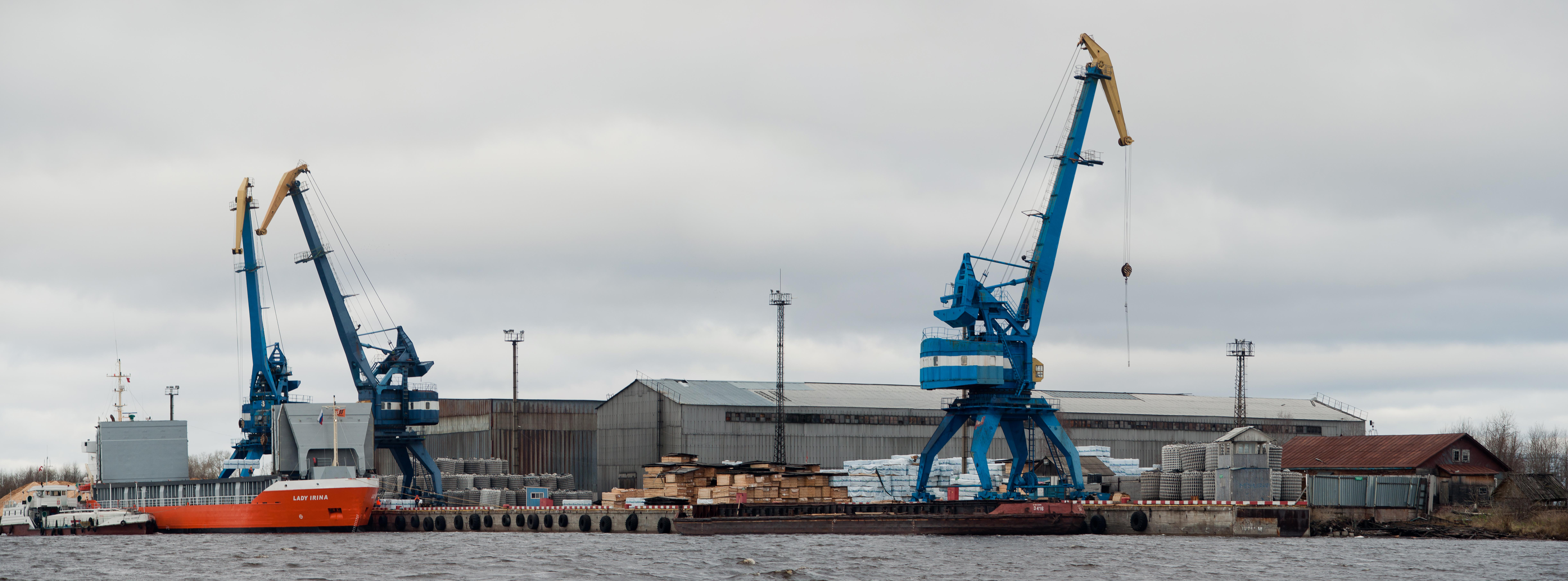
Причал Маймаксанский участок
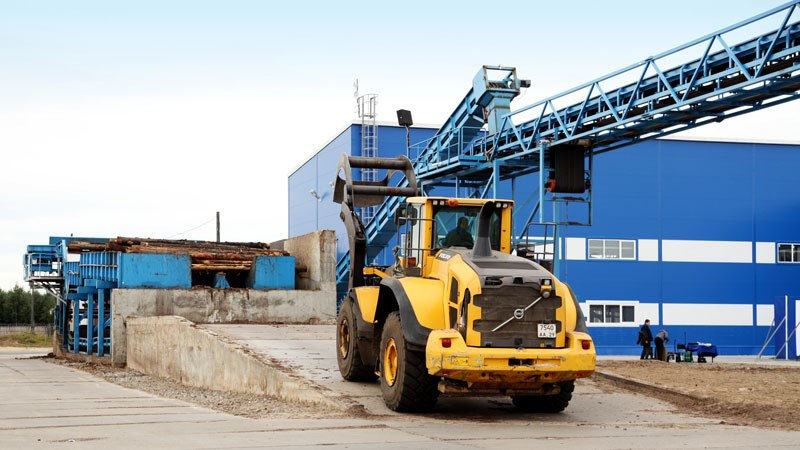
Подача отсортированного сырья в лесопильный цех